# Bondbila
Bondbila est une localité située dans le département de Bouroum de la province du Namentenga dans la région Centre-Nord au Burkina Faso. 

## Géographie
Réparti en quatre principaux centres d'habitations et de nombreuses entités isolées de part et d'autre d'une rivière au régime très intermittent et saisonnier – et parfois soumise à de violentes crues en période de pluies comme en 2010 lorsque le village est isolé par les inondations –, Bondbila se trouve à environ 10 km au nord-est de Bouroum, le chef-lieu du département, et à environ 60 km au nord-est de Tougouri.

## Économie
L'agro-pastoralisme est la principale activité du village.

## Éducation et santé
Le centre de soins le plus proche de Bondbila est le centre de santé et de promotion sociale (CSPS) de Bouroum tandis que le centre médical (CM) de la province se trouve à Tougouri. En février 2021, un appel d'offres pour la construction d'un CSPS à Barga II est lancé.
Bondbila possède une école primaire publique.